# Gymnastik under sommer-OL 2016
Gymnastik stod på det olympiske program for 28. gang under Sommer-OL 2016 i Rio de Janeiro. Konkurrencerne fandt sted i perioden 6. – 21. august i Arena Olímpica do Rio. Der var tre hovedgrupper: Redskabsgymnastik, rytmisk gymnastik og trampolinspring.

## Deltagelse

### Deltagende nationer
- Algeriet (2)
- Argentina (2)
- Armenien (3)
- Australien (3)
- Østrig (1)
- Aserbajdsjan (3)
- Hviderusland (12)
- Belgien (6)
- Brasilien (17)
- Bulgarien (6)
- Canada (8)
- Kap Verde (1)
- Chile (2)
- Kina (20)
- Colombia (2)
- Kroatien (2)
- Cuba (3)
- Cypern (1)
- Tjekkiet (1)
- Egypten (1)
- Finland (2)
- Frankrig (13)
- Georgien (2)
- Tyskland (17)
- Storbritannien (13)
- Grækenland (9)
- Guatemala (1)
- Ungarn (2)
- Island (1)
- Indien (1)
- Irland (2)
- Israel (7)
- Italien (12)
- Jamaica (1)
- Japan (19)
- Kasakhstan (2)
- Litauen (1)
- Mexico (2)
- Monaco (1)
- Holland (10)
- New Zealand (3)
- Nordkorea (2)
- Norge (1)
- Panama (1)
- Peru (1)
- Polen (1)
- Portugal (3)
- Rumænien (4)
- Rusland (20)
- Slovakiet (1)
- Slovenien (1)
- Sydafrika (1)
- Sydkorea (7)
- Spanien (9)
- Sverige (1)
- Schweiz (6)
- Trinidad og Tobago (1)
- Tyrkiet (2)
- Ukraine (13)
- USA (18)
- Usbekistan (9)
- Venezuela (1)
- Vietnam (2)

## Medaljer

### Medaljetabel
| Placering | Land           | Guld | Sølv | Bronze | Total |
| --------- | -------------- | ---- | ---- | ------ | ----- |
| 1         | USA            | 3    | 2    | 1      | 6     |
| 2         | Storbritannien | 2    | 2    | 1      | 5     |
| 3         | Japan          | 2    | 0    | 0      | 2     |
| 4         | Rusland        | 1    | 3    | 1      | 5     |
| 5         | Canada         | 1    | 0    | 0      | 1     |
| 5         | Hviderusland   | 1    | 0    | 0      | 1     |
| 7         | Kina           | 0    | 1    | 3      | 3     |
| 8         | Brasilien      | 0    | 1    | 1      | 2     |
| 9         | Ukraine        | 0    | 1    | 0      | 1     |
| 10        | Schweiz        | 0    | 0    | 1      | 1     |
| 10        | Tyskland       | 0    | 0    | 1      | 1     |
| Total     | Total          | 10   | 10   | 10     | 30    |

### Redskabsgymnastik

#### Mændenes begivenheder
| Team all-around         | Japan (JPN) · Kenzō Shirai · Yusuke Tanaka · Koji Yamamuro · Kōhei Uchimura · Ryōhei Katō | Rusland (RUS) · Denis Ablyazin · David Belyavskiy · Ivan Stretovich · Nikolai Kuksenkov · Nikita Nagornyy | Kina (CHN) · Deng Shudi · Lin Chaopan · Liu Yang · You Hao · Zhang Chenglong |  |  |  |
| Individuelle all-around | Kōhei Uchimura · Japan                                                                    | Oleg Vernyayev · Ukraine                                                                                  | Max Whitlock · Storbritannien                                                |  |  |  |
|                         |                                                                                           | |                                                                              |  |  |  |
| Gulvøvelser             | Max Whitlock · Storbritannien                                                             | Diego Hypólito · Brasilien                                                                                | Arthur Mariano · Brasilien                                                   |  |  |  |
| Bensving                | Max Whitlock · Storbritannien                                                             | Louis Smith · Storbritannien                                                                              | Alexander Naddour · USA                                                      |  |  |  |
| Ringe                   | Eleftherios Petrounias · Grækenland                                                       | Arthur Zanetti · Brasilien                                                                                | Denis Ablyazin · Rusland                                                     |  |  |  |
| Spring over hest        | Ri Se-gwang · Nordkorea                                                                   | Denis Ablyazin · Rusland                                                                                  | Kenzō Shirai · Japan                                                         |  |  |  |
| Barre                   | Oleg Vernyayev · Ukraine                                                                  | Danell Leyva · USA                                                                                        | David Belyavskiy · Rusland                                                   |  |  |  |
| Reck                    | Fabian Hambüchen · Tyskland                                                               | Danell Leyva · USA                                                                                        | Nile Wilson · Storbritannien                                                 |  |  |  |

#### Kvindernes begivenheder
| Team all-around       | USA (USA) · Simone Biles · Gabby Douglas · Laurie Hernandez · Madison Kocian · Aly Raisman | Rusland (RUS) · Angelina Melnikova · Aliya Mustafina · Maria Paseka · Daria Spiridonova · Seda Tutkhalyan | Kina (CHN) · Fan Yilin · Mao Yi · Shang Chunsong · Tan Jiaxin · Wang Yan |  |  |  |
| Individuel all-around | Simone Biles · USA                                                                         | Aly Raisman · USA                                                                                         | Aliya Mustafina · Rusland                                                |  |  |  |
|                       |                                                                                            | |                                                                          |  |  |  |
| Spring over hest      | Simone Biles · USA                                                                         | Maria Paseka · Rusland                                                                                    | Giulia Steingruber · Schweiz                                             |  |  |  |
| Forskudt barre        | Aliya Mustafina · Rusland                                                                  | Madison Kocian · USA                                                                                      | Sophie Scheder · Tyskland                                                |  |  |  |
| Bom                   | Sanne Wevers · Holland                                                                     | Laurie Hernandez · USA                                                                                    | Simone Biles · USA                                                       |  |  |  |
| Gulvøvelser           | Simone Biles · USA                                                                         | Aly Raisman · USA                                                                                         | Amy Tinkler · Storbritannien                                             |  |  |  |

### Rytmisk gymnastik
| Event                 | Guld | Sølv                                                                                                 | Bronze |
| --------------------- | --- | --- | --- |
| Individuel all-around | Margarita Mamun · Rusland                                                                                          | Yana Kudryavtseva · Rusland                                                                          | Ganna Rizatdinova · Ukraine |
| Gruppe all-around     | Rusland (RUS) · Vera Biryukova · Anastasia Bliznyuk · Anastasia Maksimova · Anastasiia Tatareva · Maria Tolkacheva | Spanien (ESP) · Sandra Aguilar · Artemi Gavezou · Elena López · Lourdes Mohedano · Alejandra Quereda | Bulgarien (BUL) · Reneta Kamberova · Lyubomira Kazanova · Mihaela Maevska-Velichkova · Tsvetelina Naydenova · Hristiana Todorova |

### Trampolin
| Event                  | Guld                                | Sølv                         | Bronze         |
| ---------------------- | ----------------------------------- | ---------------------------- | -------------- |
| Mændenes individuelle  | Uladzislau Hancharou · Hviderusland | Dong Dong · Kina             | Gao Lei · Kina |
| Kvindernes individulle | Rosie MacLennan · Canada            | Bryony Page · Storbritannien | Li Dan · Kina  |